# Infaust
Der Begriff infaust (vom lateinischen infaustus ‚ungünstig‘) wird in der Medizin verwendet, wenn die Vorhersage für den weiteren Krankheitsverlauf sehr ungünstig ausfällt. Infauste Prognose bedeutet in der Regel, dass der (momentane) Zustand des Patienten eine Heilung nicht ermöglicht und mit dem Tod zu rechnen ist.

## Verwendung des Begriffs
Der Begriff infaust wird oft gebraucht, um eine Änderung des Therapieziels zu begründen, wenn die zunächst auf Heilung zielende (kurative) Therapie bei ungünstiger Prognose in eine symptomlindernde (palliativmedizinische) Behandlung umgewandelt wird. 
Dabei ist zu berücksichtigen, dass es sich immer um eine Vorhersage mit Fehlerquellen unterschiedlichen Ausmaßes handelt (vgl. Prognosefehler), die nicht zwangsläufig zutreffen muss. Die Einschätzung, ob eine Krankheitssituation infaust ist, kann unter anderem von der Qualifikation, der Erfahrung und der Gemütslage des Beurteilenden beeinflusst werden. Besonders bei leichtfertigem Umgang mit derartigen Vorhersagen kommt es immer wieder vor, dass sich eine vermeintlich infauste Prognose nicht bewahrheitet. Ursache solcher Diskrepanzen können bessere oder neue Therapien oder schlicht eine falsche Diagnose (vgl. Wunderheilung) sein.
Darüber hinaus gibt es weitere Nutzungen des Begriffs, wie beispielsweise im Begriff quoad restitutionem et integrum infaust (zu deutsch sinngemäß: der Zustand vor (Beginn) der Erkrankung wird nicht wieder erreicht).

## Beispiele
Ein Beispiel für eine Fehlbildung mit stets infauster Prognose ist die Anenzephalie. Beispiele für eine infauste Krankheit sind das Glioblastom oder die Tollwut.